# バスケットボール女子コンゴ民主共和国代表
バスケットボール女子コンゴ民主共和国代表は、コンゴ民主共和国バスケットボール連盟により、国際大会に派遣される女子バスケットボールナショナルチームである。
本項では1997年までのザイール共和国も一緒に扱う。

## 歴史
ザイール時代には、1983年世界選手権と1996年アトランタ五輪に出場し、コンゴ民主共和国になって以降も1998年世界選手権に出場するなどアフリカ女子バスケの強豪の一つに数えられる。

## 国際大会の成績
- オリンピックの成績
  - 1996年 － 12位
- W杯の成績
  - 1983年 － 14位
  - 1990年 － 15位
  - 1998年 － 16位